# Newton (Georgia)
Newton è una città degli Stati Uniti d'America, situata in Georgia, nella Contea di Baker, della quale è il capoluogo.